# アメリカを売った男
『アメリカを売った男』（アメリカをうったおとこ、Breach）は、2007年のアメリカ合衆国のスパイ映画。監督はビリー・レイ、出演はクリス・クーパーとライアン・フィリップなど。アメリカで実際に起こった、ロバート・ハンセンによるスパイ事件を基にしている。

## ストーリー
FBIの若き訓練捜査官であるオニールは、ある日上司のバロウズに呼び出され、ロバート・ハンセン捜査官と共に仕事をしつつ、彼を監視することを命じられる。
オニールはハンセンと行動を共にするが、彼には何も不審な点が見当たらなかった。オニールはなぜ監視をしなければならないのかバロウズに問い詰めたところ、ハンセンにはスパイの疑いがあるということを告げられる。

## キャスト
| 役名                 | 俳優                     | 日本語吹替 |
| -------------------- | ------------------------ | ---------- |
| ロバート・ハンセン   | クリス・クーパー         | 原康義     |
| エリック・オニール   | ライアン・フィリップ     | 花輪英司   |
| ケイト・バロウズ     | ローラ・リニー           | 高島雅羅   |
| ディーン・プリザック | デニス・ヘイスバート     | 福田信昭   |
| ジュリアナ・オニール | カロリン・ダヴァーナス   | 園崎未恵   |
| リッチ・ガーセス     | ゲイリー・コール         |            |
| ボニー・ハンセン     | キャスリーン・クインラン | 寺内よりえ |
| ジョン・オニール     | ブルース・デイヴィソン   |            |

- その他の声の吹き替え：伊藤栄次／上別府仁資／佐藤晴男／影平隆一／西垣俊作／鴨ノ宮ゆう／小山みか

## スタッフ
- 監督：ビリー・レイ
- 製作：ボビー・ニューマイヤー、スコット・ストラウス、スコット・クルーフ
- 製作総指揮：アダム・メリムズ、シドニー・キンメル、ウィリアム・ホーバーグ
- 原案：アダム・メイザー（英語版）、ウィリアム・ロッコ
- 脚本：ビリー・レイ、アダム・メイザー、ウィリアム・ロッコ
- 撮影：タク・フジモト
- プロダクションデザイン：ウィン・トーマス
- 衣装デザイン：ルイス・セケイラ
- 特別顧問：エリック・オニール

## 作品の評価
Rotten Tomatoesによれば、批評家の一致した見解は「クリス・クーパーの見事な演技による『アメリカを売った男』は、FBIの悪名高い裏切り者を緊張感のある魅力的な描写で表現している。」であり、177件の評論のうち高評価は84%にあたる149件で、平均点は10点満点中7.06点となっている。
Metacriticによれば、36件の評論のうち、高評価は31件、賛否混在は5件、低評価はなく、平均点は100点満点中74点となっている。